# آننین توفو

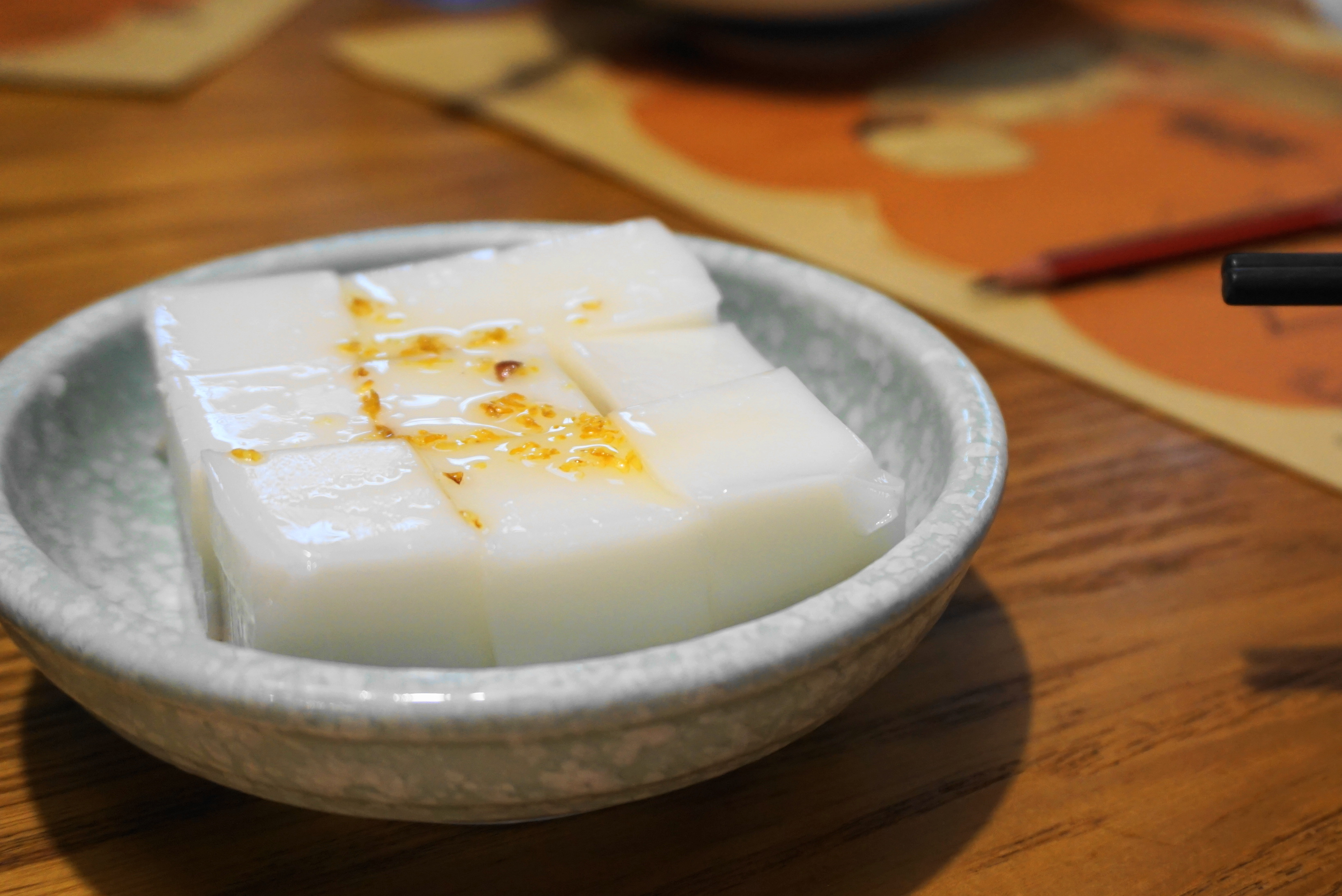
Annin tofu with Osmanthus-honey dressing

آننین توفو، توفوی بادام انگلیسی: Annin tofu، (به ژاپنی: 杏仁豆腐) یک دسر ژله مانند است که در آشپزی آسیای شرقی و در کشورهای چین، هنگ کنگ و ژاپن رایج است. این نوع دسر نوع آسیایی بلان مانژ محسوب می‌شود.